# هوامپو (هویلا)
هوامپو (به اسپانیایی: Huampo) یک کوه در پرو است که در Peru, Ancash Region واقع شده‌است. هوامپو ۴٬۴۰۰ متر بالاتر از سطح دریا واقع شده‌است.